# Olga Zaytseva (athlétisme)
Pour les articles homonymes, voir Olga Zaïtseva.
Olga Igorevna Zaïtseva (en russe : Ольга Игоревна Зайцева, née le 10 novembre 1984) est une athlète russe, spécialiste du 400 mètres et du saut en longueur.

## Carrière
Auteur d'un record personnel de 49 s 49 sur 400 mètres en 2006, elle s'illustre lors des Championnats d'Europe 2006 en s'adjugeant la médaille de bronze du 400 mètres (50 s 28 derrière Vania Stambolova et Tatiana Veshkurova), ainsi que la médaille d'or du relais 4 × 400 mètres aux côtés de ses compatriotes Svetlana Pospelova, Natalia Ivanova et Tatiana Veshkurova.
En 2011, Olga Zaytseva remporte le concours du saut en longueur des Championnats de Russie en réalisant la marque de 7,01 m (+0,3 m/s).

## Palmarès
| Date | Compétition           | Lieu     | Résultat | Épreuve   |
| ---- | --------------------- | -------- | -------- | --------- |
| 2006 | Championnats d'Europe | Göteborg | 3e       | 400 m     |
| 2006 | Championnats d'Europe | Göteborg | 1re      | 4 × 400 m |

## Records
| Épreuve          | Performance | Lieu        | Date            |
| ---------------- | ----------- | ----------- | --------------- |
| 400 m            | 49 s 49     | Toula       | 16 juillet 2006 |
| Saut en longueur | 7,01 m      | Tcheboksary | 22 juillet 2011 |